# بهرام الرابع
بهرام الرابع إمبراطور فارس 388م - 399م. من آل ساسان.